# Mirocin Dolny
Mirocin Dolny (niem. Nieder Herzogswaldau, dawniej Bolesławów Dolny) – wieś w Polsce położona w województwie lubuskim, w powiecie nowosolskim, w gminie Kożuchów.
W latach 1975–1998 miejscowość administracyjnie należała do województwa zielonogórskiego.
Najstarsze informacje dotyczące wsi pochodzą z roku 1271. W latach 70. XX wieku w miejscowości powstał pawilon handlowy. Jest to prawdopodobnie najstarszy z trzech Mirocinów (Mirocin Górny, Mirocin Średni, Mirocin Dolny). W miejscowości znajduje się szkoła podstawowa, która powstała 1 października 1945 roku.

## Demografia
Liczba mieszkańców miejscowości w poszczególnych latach:
| Rok  | Liczba mieszkańców |
| ---- | ------------------ |
| 1998 | 366                |
| 2002 | 365                |
| 2009 | 389                |
| 2011 | 376                |
| 2021 | 362                |

Od roku 1998 do 2021 liczba osób mieszkających we wsi zmniejszyła się o 1.1%.

## Zabytki
Do wojewódzkiego rejestru zabytków wpisane są:
- kościół filialny pod wezwaniem Wniebowzięcia Najświętszej Marii Panny, gotycki, z końca XIII wieku, XIV wieku, zbudowany na wzniesieniu w zachodniej części wsi;

- stodoła w zagrodzie nr 74, szachulcowa, z połowy XIX wieku.

Inne zabytki:
- stary monolitowy krzyż kamienny, możliwe, że późnośredniowieczny, znajdujący się w lesie między Mirocinem a Kożuchowem, o wymiarach 138 × 68 × 22/34 cm. Wykonany ze zlepieńca.

## Galeria

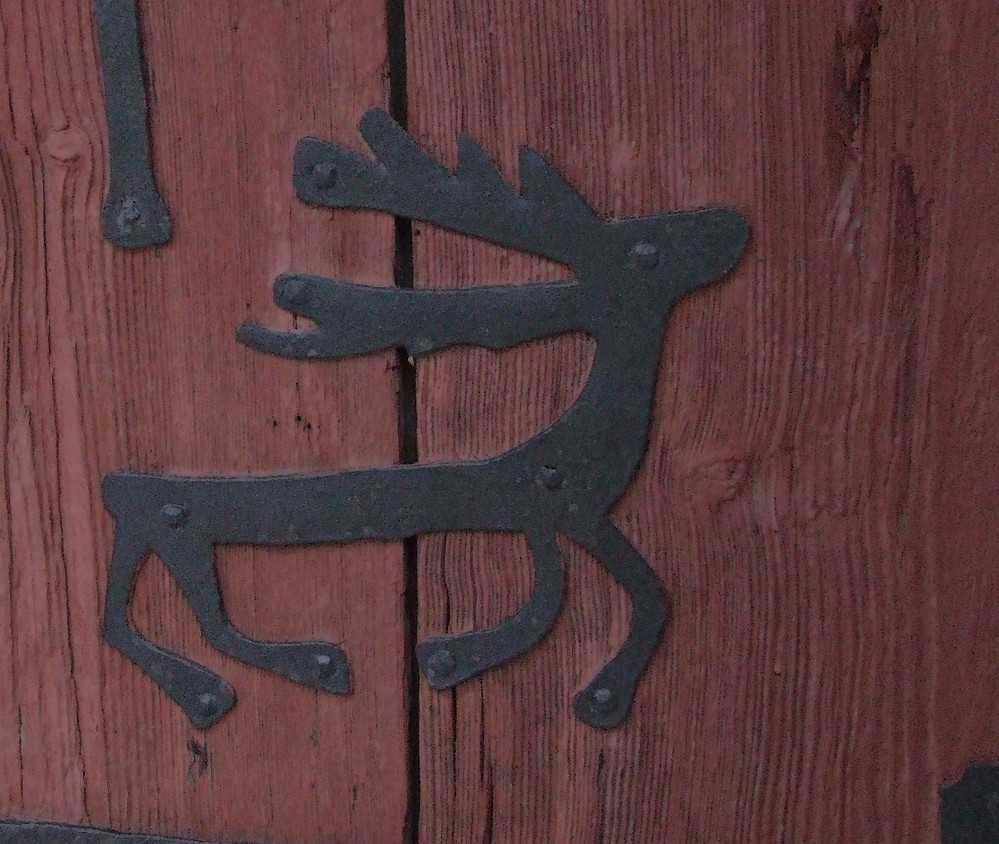
XIII-wieczne okucia drzwi w kościele (detal)
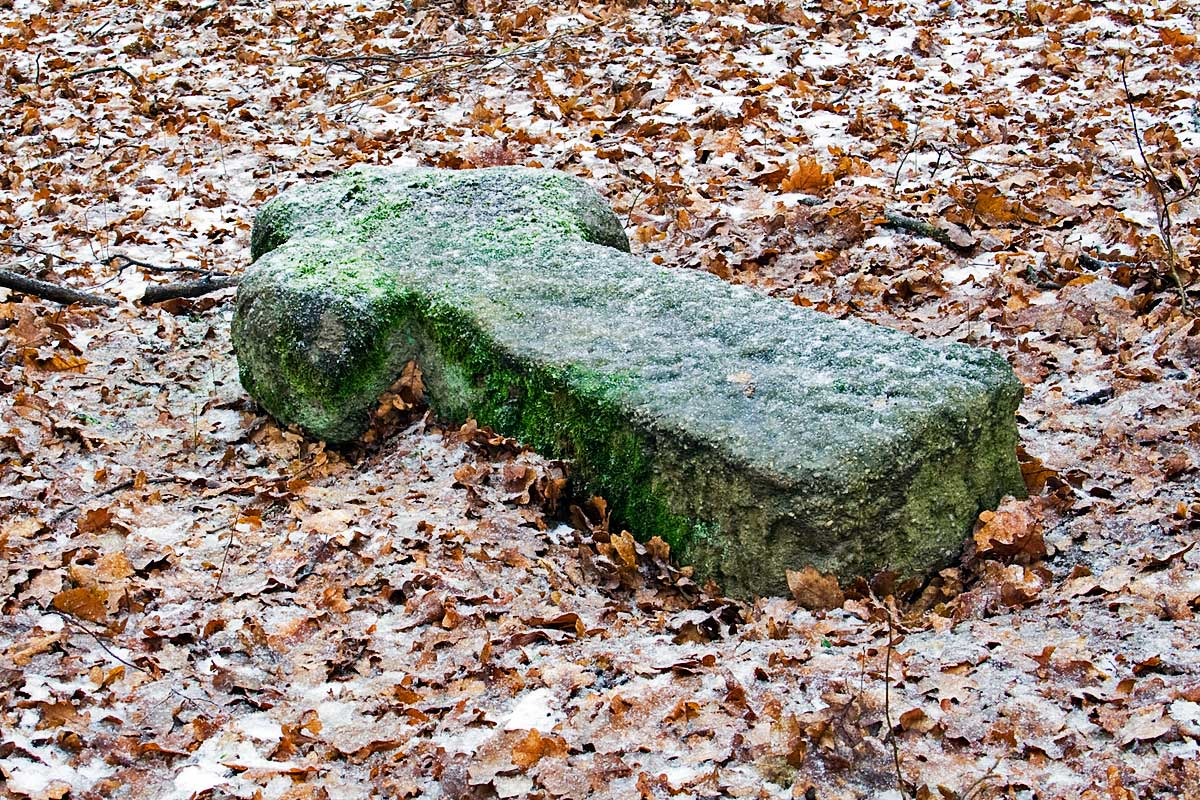
Monolitowy krzyż kamienny
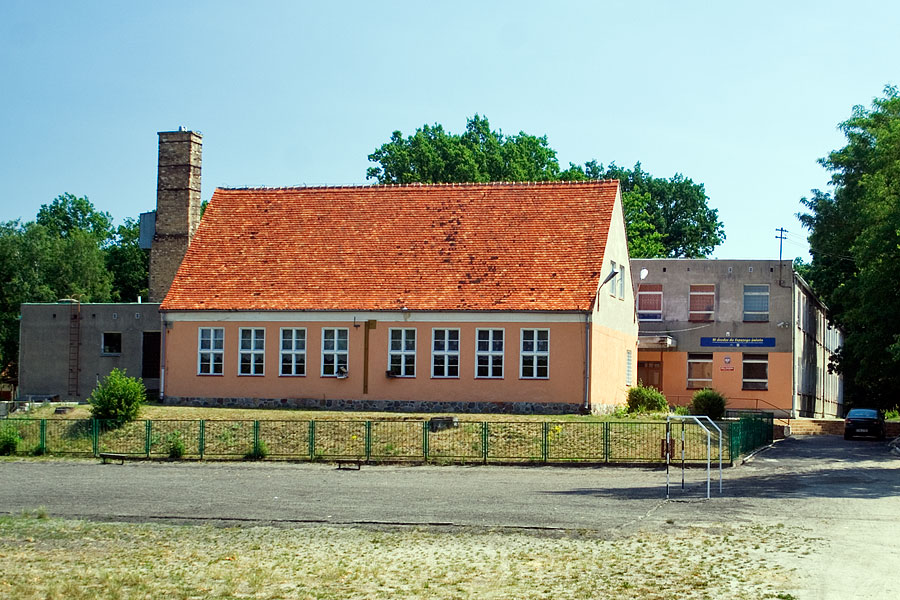
Szkoła